# نیک تاونسند
نیک تاونسند (انگلیسی: Nick Townsend؛ زادهٔ ۱ نوامبر ۱۹۹۴) بازیکن فوتبال اهل بریتانیا است.
از باشگاه‌هایی که در آن بازی کرده‌است می‌توان به باشگاه فوتبال بارنزلی، باشگاه فوتبال آکسفورد سیتی، باشگاه فوتبال لینکولن سیتی، و باشگاه فوتبال بیرمنگام سیتی اشاره کرد.